# Давид с головой Голиафа
«Давид с головой Голиафа» — картина Караваджо 1609—1610 годов, изображающая финальную сцену битвы Давида с Голиафом из ветхозаветной Книги Самуила. Ныне хранится в галерее Боргезе в Риме.
Тема картины разрабатывалась художником в более ранних работах — одна, написанная около 1601 года, находится в Музее истории искусств в Вене, другая, датируемая примерно 1600 годом — в Прадо.
Вероятно, непосредственным источником вдохновения для Караваджо послужила работа Джорджоне на ту же тему, написанная около 1510 года, хотя Караваджо значительно усилил драматизм сцены, поместив истекающую кровью отрубленную голову в руку Давида, а не оставив её лежащей с краю, как в первоисточнике. На мече в руке Давида видна аббревиатура H-AS OS, истолкованная как сокращение от латинской фразы humilitas occidit superbiam (смирение убивает гордыню).
Давид на картине в смятении, лицо его выражает смесь печали и сострадания. Решение изобразить его задумчивым, а не ликующим, создаёт необычную психологическую связь между ним и Голиафом. Эта связь ещё больше усложняется тем, что голова Голиафа является автопортретом Караваджо, а моделью для Давида, возможно, послужил il suo Caravaggino (мой маленький Караваджо), под которым, скорее всего, подразумевается Чекко дель Караваджо, служивший подмастерьем в римской мастерской художника, о котором упоминается, что Караваджо «ложился с ним». Отдельные портреты Чекко не известны, что делает невозможной его достоверную идентификацию. Согласно историку искусства Катерине Пулизи: «Сексуальная близость между Давидом (моделью) и Голиафом (художником) кажется неизбежным выводом на основании положения меча, направленного между ног Давида параллельно линии его взгляда на жертву». По другой версии, основанной на портрете Караваджо работы Оттавио Леоне, картина может являться двойным автопортретом, на котором юный Караваджо держит голову взрослого. Буйное поведение Караваджо в юности, по сути, разрушило всю его будущую жизнь, и картина может являться своеобразным герметическим размышлением художника о своей судьбе, аллегорией на схожую библейскую тему.
Биографический интерес к и без того сложной картине усиливается другими смысловыми слоями, — например, ортодоксальной христианской иконографией о победе Христа над Сатаной как Добра над Злом, или мотивом неразделённой любви, «убивающей» несчастного влюблённого — распространённый в те времена сюжет. Характерным его примером является картина «Юдифь и Олоферн» Кристофано Аллори с автопортретом в образе Олоферна, хранящаяся в настоящее время во дворце Питти, хотя Давид на картине Караваджо изображён небезразличным и глубоко тронутым смертью Голиафа.
В 1650 году картина находилась в коллекции кардинала Шипионе Боргезе — папского чиновника, имевшего полномочия помиловать Караваджо за убийство Рануччо Томассони, и, таким образом, её можно истолковать как ходатайство о помиловании. По словам Пулизи: «Давид с головой Голиафа демонстрирует способность Караваджо перевести личный опыт в древние священные образы для пронзительного описания горького человеческого удела».
Другой вариант «Давида» (масло на тополевой доске 90,5×116,5) был создан в Неаполе в 1607 году по заказу испанского графа Хуана де Тасис Вилламедьяна. Предположительно, для Давида также позировал Чекко — картина считается его последним изображением кисти Караваджо. В сравнении с предыдущим вариантом драматизм звучания картины приглушён, выражение лица поверженного Голиафа менее драматично. Композиция построена в горизонтальном формате с тем же непроницаемым тёмным фоном, но с более выразительной светотеневой лепкой модели. Фигура юноши выдвинута вперёд, так что зритель смотрит на неё как бы снизу вверх, что подчёркивает решимость и уверенность в себе персонажа.  
После убийства графа в Мадриде картину посчитали «несчастливой» и наследники продали её. Последним владельцем был английский король Карл I, казнённый в Лондоне в 1649 году.